# Kirche Klanxbüll

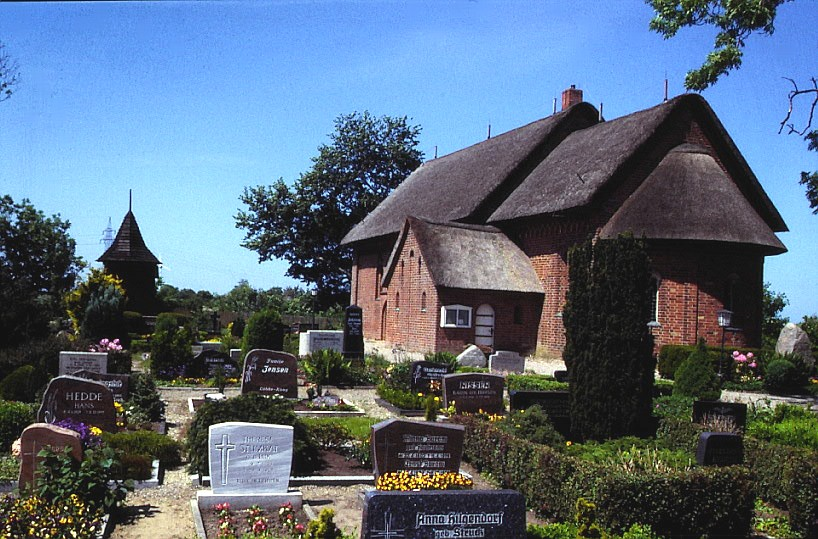
Kirche und Glockenstapel von Südost gesehen

Die Kirche Klanxbüll (Unserer Lieben Frau) in Klanxbüll aus dem 13. Jahrhundert ist die einzige reetgedeckte Kirche auf dem nordfriesischen Festland und gehört heute zur Kirchengemeinde Klanxbüll in der Evangelisch-lutherischen Kirche in Norddeutschland.

## Geschichte
Die durchgehend eingewölbte Backsteinkirche entstand in der Mitte des 13. Jahrhunderts im spätromanisch-frühgotischen Stil. Sie besteht aus einem zweijochigen Schiff, einem annähernd quadratischen Chor und einer halbrunden, gewölbten Apsis. Vor der ehemaligen Priestertür befindet sich das 1801 angebaute Südervorhaus, der heutige Kircheneingang. Als einzige Kirche auf dem nordfriesischen Festland ist sie mit Reet gedeckt. Anstelle eines Kirchturms hat sie einen etwas abseitsstehenden Glockenstapel mit drei Glocken, der 1907 erneuert wurde.
Bei einer großen Renovierung 1930/31 wurden die Außenwände mit Backsteinen im Klosterformat neu verkleidet. Bei dieser Renovierung wurden auch die kleinen romanischen Fenster rekonstruiert. Nur ein Fenster der Südwand behielt die 1766 erweiterte Form.

## Ausstattung
Ältestes Ausstattungsstück ist eine Granittaufe, die möglicherweise sogar etwas älter ist als die Kirche. Der Deckel, mit dem in früheren Zeiten das Taufwasser vor Verunreinigungen geschützt wurde, stammt aus dem 17. Jahrhundert.

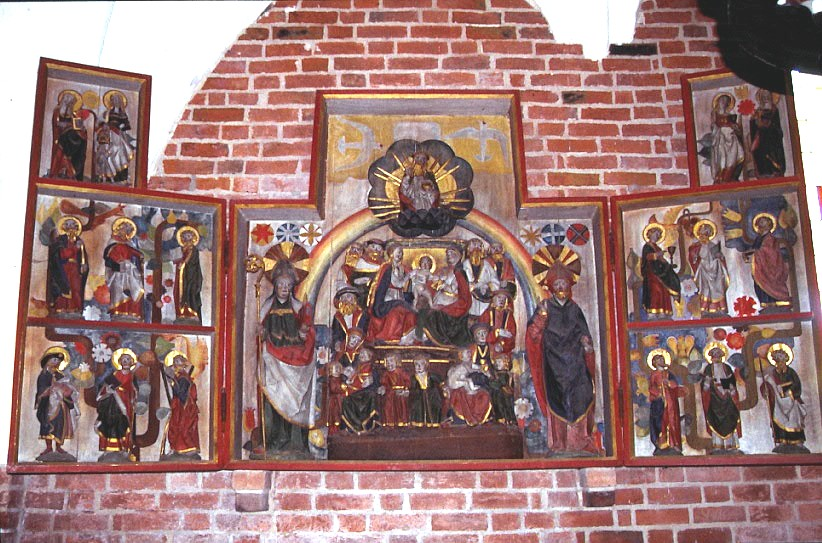
Flügelaltar mit Darstellung der heiligen Familie

Die Kirche besitzt einen geschnitzten Flügelaltar von 1520. Es wird angenommen, dass derselbe Künstler auch einen Altar für die Marienkirche in Horsbüll schuf, von dem sich die Apostelfiguren erhalten haben. Im Mittelschrein zeigt er eine aus einem Block geschnitzte Heilige Sippe, ein beliebtes Motiv der Zeit kurz vor der Reformation. Im oberen Abschnitt findet sich Anna selbdritt mit Annas drei Ehemännern Joachim, dem Vater von Maria, der Mutter Jesu, Kleophas und Salomas sowie Marias Ehemann Josef. Darunter sind Annas beide anderen Töchter Maria Cleopas und Maria Salome mit ihren Familien dargestellt. Über der heiligen Sippe thront Gottvater auf dem Regenbogen. Flankiert wird das Familienidyll durch zwei heilige Bischöfe, von denen der linke mit Bischofsstab und Kirchenmodell möglicherweise Ansgar darstellt. In den Seitenflügeln befinden sich die zwölf Apostel, über ihnen die vier heiligen Jungfrauen Margaretha, Dorothea, Barbara und Katharina.
In der Barockzeit wurde der Flügelaltar renoviert und die Figuren erhielten ihre heutige Fassung. 1857 wurde das verfallene Retabel dann durch ein neues Altarretabel mit einer geschnitzten Kreuzigungsdarstellung ersetzt. Der alte Flügelaltar wurde auseinandergenommen. Der ursprüngliche Schrein, die Predella und die Malereien der Außenflügel gingen somit verloren. Die Schnitzfiguren fanden getrennt voneinander Aufstellung im Kirchenraum. Bei der Kirchenrenovierung 1930/31 wurden die erhaltenen Figuren des alten Flügelaltars renoviert und in der heutigen Anordnung in einem neuen Schrein aufgestellt, dessen Hintergrund mit abstrakten Mustern, stilisierten Naturdarstellungen und Heiligenscheinen hinter den Schnitzfiguren durch Alwin Blaue bemalt wurde. Das jüngere Retabel wurde an die St.-Johannis-Kirche der Hallig Hooge gegeben. Bei der Umgestaltung des Altarraums 1976 wurde der Flügelaltar an die Seitenwand gehängt. Auf der neuen Mensa, einem ehemaligen Grabstein, steht nun ein schlichtes Kreuz.
Die Kanzel ist der Renaissance zuzuordnen. Sie wurde im 16. Jahrhundert für die Kirche von Volgsbüll auf der Insel Strand geschaffen. In der Burchardiflut 1634 ging dieses Kirchspiel unter. Die Klanxbüller kauften die aus der überschwemmten Kirche geborgene Kanzel 1641 für 165 Mark, wie das ab 1636 geführte Kirchenrechnungsbuch festhält.
Die Triumphkreuzgruppe stifteten 1692 der Deich- und Hardesvogt Sibbern Karstens von Groß-Bombüll und seine Frau in Erfüllung eines Gelübdes nach dem Deichschluss am Friedrichskoog bei Hoyer. An der Südwand hängt eine Pastorentafel, die von zwei um 1500 hergestellten Faltwerktafeln umgeben ist, deren ursprünglicher Ort nicht bekannt ist.
Bis zur Anschaffung eines gebrauchten Instruments 1931, das auf der neuerbauten Empore aufgestellt wurde, besaß die Kirche keine Orgel.  Die heutige Orgel stellte 1972 die Firma Kemper her.

## Pastoren und Kirchengemeinde
Von 1884 bis 1925 war Ernst Michelsen (1855–1928) Pastor von Klanxbüll. Er gehörte 1896 zu den Gründern des Vereins für Schleswig-Holsteinische Kirchengeschichte. 1924 feierte er den ersten friesischen Gottesdienst.
Die Kirchengemeinde Klanxbüll wird seit 2012 von einem Pastor zusammen mit den Kirchengemeinden Horsbüll und Emmelsbüll-Neugalmsbüll verwaltet.